# Тукумський район
Тукумський район (Tukuma rajons) - район Латвії. Межує з Талсійським, Кулдизьким, Салдуським, Добельським, Єлгавським та Ризьким районами Латвії.
Адміністративний центр району — місто Тукумс.
Площа району — 2 450 км².